# أوليغ أندرونيك
أوليغ أندرونيك (بالرومانية: Oleg Andronic) هو لاعب كرة قدم مولدوفي في مركز الهجوم، ولد في 6 فبراير 1989 في كيشيناو في مولدوفا. شارك مع منتخب مولدوفا لكرة القدم. أما مع النوادي، فقد لعب مع زمبرو تشيسيناو ونادي خجند.

## وصلات خارجية
- أوليغ أندرونيك على موقع الاتحاد الأوربي (الإنجليزية)
- أوليغ أندرونيك على موقع قاعدة بيانات كرة القدم.إي يو (الإنجليزية)
- أوليغ أندرونيك على موقع ناشيونال فوتبول تيمز (الإنجليزية)
- أوليغ أندرونيك على موقع Soccerway.com (الإنجليزية)
- أوليغ أندرونيك على موقع عالم كرة القدم.نت (الإنجليزية)